# Balș (Iași)
Pour l’article homonyme, voir Balș.
Balș est une commune du județ de Iași en Roumanie.